# دوري كرة القدم الأوكراني الدرجة الثانية 2002–03
دوري كرة القدم الأوكراني الدرجة الثانية 2002–03 (بالأوكرانية: Чемпіонат України з футболу 2002—2003: друга ліга)‏ هو موسم من دوري كرة القدم الأوكراني الدرجة الثانية ‏. فاز فيه FC Kalush ‏.